# Signal.MD
Signal.MD Inc. (jap. 株式会社シグナル・エムディ Kabushiki-gaisha Shigunaru Emudi) – japońskie studio animacji założone w październiku 2014 roku przez producentów Production I.G jako spółka zależna IG Port. Siedziba studia znajduje się w Musashino, w aglomeracji Tokio. 

## Założenie
W 2014 roku IG Port ogłosiło utworzenie nowego studia animacji o nazwie SIGNAL.MD. Prezesem firmy został członek zarządu Production I.G, Katsuji Morishita.

## Produkcje

### Seriale telewizyjne
- Tantei Team KZ Jiken Note (2015–2016)[3]
- Atom: The Beginning (2017, we współpracy z OLM i Production I.G)[4]
- Net-jū no susume (2017)[5]
- Hashiri tsuzukete yokattatte. (2018)[6]
- FLCL Progressive (2018, odc. 5)
- Kedama no Gonjirō (2020, we współpracy z OLM i Wit Studio)
- Dragon, ie wo kau. (2021)[7]
- Mars Red (2021)[8]
- Platinum End (2021–2022)[9]
- Hikari no ō[10]

### OVA
- Yuragi-sō no Yūna-san (2020)

### Filmy
- Colorful Ninja Iromaki (2016)[11]
- Cyborg 009: Call of Justice (2016, we współpracy z OLM)[12]
- Hirune hime: shiranai watashi no monogatari (2017)[13]
- Birthday Wonderland (2019)[14]
- Kimi dake ni motetainda (2019)[15]
- Fate/Grand Order - Divine Realm of the Round Table: Camelot ~ Wandering; Agaterám ~ (2020, produkcja animacji do pierwszego filmu)[16]
- Words Bubble Up Like Soda Pop (2021, we współpracy z Sublimation)[17]
- Deemo sakura no oto - Anata no kanadeta oto ga, ima mo hibiku (2022, we współpracy z Production I.G)[18]